# 付建华
付建华（1958年7月—），男，汉族，辽宁昌图人，中华人民共和国政治人物。1976年8月参加工作，1995年12月加入中国共产党。阜新矿业学院采矿系毕业，中国矿业学院北京研究生部采矿工程系通风安全专业硕士研究生学历，教授级高级工程师，中共第十八届中央纪律检查委员会委员。曾任中华人民共和国应急管理部党组副书记、副部长。

## 生平
1976年8月，18岁的付建华在辽宁省大洼县新兴农场当知青。1982年8月，毕业于阜新矿业学院采矿工程系采煤工程专业。1985年8月，硕士毕业于中国矿业大学采矿工程系通风安全专业。1985年8月，任煤炭部、中国统配煤矿总公司安全司通风处干部。1992年8月，任中国统配煤矿总公司安全司通风处副处长。1993年9月，任煤炭部安全司通风处副处长。1996年5月，任煤炭部安全司通风处处长。1998年8月，任国家经贸委安全生产局调研员。
2000年3月，任国家煤炭工业局（国家煤矿安全监察局）安全监察司副司长。2001年11月，升任司长。2005年2月，任国家煤矿安全监察局副局长。2011年5月，任国家安全生产监督管理总局副局长。2012年，兼任国家煤矿安全监察局局长。
2014年9月，付建华调任中共山西省委常委、省政府党组成员。10月，兼任山西省人民政府副省长。2016年11月，不再担任中共山西省委常委，辞去山西省副省长职务，转任国家安全生产监督管理总局党组副书记、副局长。2018年1月，当选第十三届全国政协委员。2018年3月，任应急管理部党组副书记、副部长。2018年10月25日，中华全国总工会第十七届执行委员会召开第一次全体会议，选举全总十七届执委会主席、副主席和主席团委员，他当选为全总主席团委员。2020年2月10日，国务院任免国家工作人员，免去付建华、叶建春的应急管理部副部长职务。
2020年3月12日，中国国务院决定對泉州欣佳酒店倒塌事故成立事故调查组，付建华獲任命为组长。